# Fallon Henley
 (octobre 2024).
Si vous disposez d'ouvrages ou d'articles de référence ou si vous connaissez des sites web de qualité traitant du thème abordé ici, merci de compléter l'article en donnant les références utiles à sa vérifiabilité et en les liant à la section « Notes et références ».
Theresa Schuessler (née le 25 septembre 1994 à Tampa (Floride)) est une catcheuse (lutteuse professionnelle) américaine. Elle travaille actuellement à la World Wrestling Entertainment, dans la division NXT, sous le nom de Fallon Henley.

## Carrière de catcheuse

### Circuit Indépendant (2017-2020)
Le 24 juin 2017 à World Xtreme Wrestling, elle fait ses débuts sous le nom de Tesha Price, dispute son premier match, mais perd face à Jenna Van Muscles au premier tour du tournoi féminin Mercedes Martinez. 
Le 16 décembre à SHINE 47 de la SHINE Wrestling, elle perd face à Dynamite DiDi dans un 4-Way match qui inclut également Kikyo et Robyn Reid. 
Le 27 avril 2018 à SHINE 50, elle perd face à Leva Bates dans la même stipulation qui inclut également sa même adversaire et Luscious Latasha.
Le 20 juillet à SHINE 52, elle bat Jenna. 
Le 29 février 2020 à Ladies Night Out 9, elle bat Jazmin Allure.

### World Wrestling Entertainment (2021-...)
Le 16 décembre 2021, elle signe officiellement avec la World Wrestling Entertainment.

#### Débuts àNXT, championne par équipes avec Kiana James et championne Nord-Américaine (2021-...)
Le 21 septembre à NXT, elle fait ses débuts dans le show jaune, sous le nom d'Anna Scheer, dispute son premier match, mais perd face à Elektra Lopez.
Le 28 décembre à NXT, elle change de nom pour Fallon Henley, mais perd face à Tiffany Stratton.
Le 24 janvier 2023 à NXT, elle s'allie officiellement avec Kiana James et ensemble, les deux catcheuses battent Ivy Nile et Tatum Paxley. Le 4 février à NXT Vengeance Day, elles deviennent les nouvelles championnes par équipes de NXT en battant Katana Chance et Kayden Carter et remportent les titres pour la première fois de leurs carrières.
Le 1er avril à NXT Stand & Deliver, elles ne conservent pas leurs ceintures, battues par The Unholy Union (Alba Fyre et Isla Dawn), ce qui met fin à un règne de 56 jours. Dix soirs plus tard à NXT, elles ne remportent pas les ceintures, rebattues par leurs mêmes adversaires, ce qui met officiellement fin à leur alliance.
Le 9 décembre à NXT Deadline, elle ne remporte pas le Women's Iron Survivor Challenge, gagné par Blair Davenport, et ne devient pas aspirante no 1 au titre féminin de NXT.
Le 6 avril 2024 à NXT Stand & Deliver, Thea Hail, Kelani Jordan et elle battent Izzi Dame, Kiana James et Jacy Jayne dans un 6-Women Tag Team match. Le 30 avril à NXT Spring Breakin', après la victoire de Thea Hail sur Jacy Jayne par soumission, elle effectue un Heel Turn, car elle attaque la première catcheuse dans le dos. Le 9 juin à NXT Battleground, elle ne devient pas la championne Nord-Américaine inaugurale, battue par Kelani Jordan dans un Ladder match.
Un mois plus tard à NXT, elle perd face à Sol Ruca par disqualification, car son adversaire se fait attaquer par Jazmyn Nyx et Jacy Jayne. Après le combat, elle s'allie officiellement avec les deux dernières catcheuses et elles forment un trio appelé The Fatal Influence. 
Le 27 octobre à NXT: Halloween Havoc, elle devient la nouvelle championne Nord-Américaine en prenant sa revanche sur Kelani Jordan dans un Gauntlet match qui inclut également ses deux équipières et remporte le titre pour la première fois de sa carrière.

## Palmarès
- World Wrestling Entertainment
  - 1 fois championne par équipe de NXT — avec Kiana James
  - 1 fois championne Nord-Américaine de NXT [20]

## Récompenses des magazines
- Pro Wrestling Illustrated

| Année | 2023 | 2024 |
| ----- | ---- | ---- |
| Rang  | 240  | 152  |